# 第十四代貝德福德公爵羅賓·羅素
亨利·羅賓·伊恩·羅素，第十四代貝德福德公爵，DL（Henry Robin Ian Russell, 14th Duke of Bedford，1940年1月21日—2003年6月13日）是英国世袭贵族，貝德福德公爵，也是一名證券經紀人與動物保育人士。他于1985年和1987年两次赠送麋鹿给北京南海子麋鹿苑，实现了其家族让麋鹿回家的愿望。
羅賓·羅素因在BBC的真人實境節目《Country House》中出場三個季度而在民間擁有較高知名度。由於他只比父親第十三代貝德福德公爵伊恩·羅素多活了七個半月，成為歷代持銜期間最短的貝德福德公爵（2002年10月－2003年7月）。他在世時較常使用的是另一個頭銜「第十四代塔維斯托克侯爵」。